# Irisbländare
Irisbländare används främst i kameror, mikroskop och följestrålkastare. Bländaren efterliknar ögats sätt att blända av ljus i iris och består av tunna metallskivor som likformigt ställs om så att ljusöppningen förblir jämnt cirkulär. Inställningen kan regleras med en spak eller ett vred.
Bilden visar en irisblädare som är:
1. Helt sluten
2. Halvt öppen
3. Helt öppen